# Singularitarianismo
El Singularitarianismo es un movimiento que se define por la creencia de que una singularidad tecnológica, consistente en la creación de superinteligencia tecnológica, es probable que suceda en el futuro a mediano plazo, y que debe ser adoptada una acción deliberada para garantizar que la singularidad beneficia a los seres humanos.
Los singularitarianos se distinguen de otros futuristas que especulan sobre una singularidad tecnológica por su creencia de que la Singularidad no sólo es posible, sino deseable si es guiada prudentemente. En consecuencia, puede ser que a veces dediquen sus vidas a actuar de maneras que creen que contribuirá a su realización rápida pero segura.
La revista Time describe la visión del mundo de los singularitarianos diciendo que[1]

piensan en términos de tiempo profundo, creen en el poder de la tecnología para dar forma a la historia, tienen poco interés en la sabiduría convencional acerca de cualquier cosa, y que no pueden creer que estés caminando, viviendo tu vida, y viendo la televisión como si la revolución de la inteligencia artificial no esté a punto de entrar en erupción y cambiar absolutamente todo.

## Definiciones alternativas
El inventor y futurista Ray Kurzweil, autor del libro de 2005 La singularidad está cerca: Cuando los humanos trascienden la biología, define a un singularitariano como alguien que entiende la Singularidad y que ha reflexionado sobre sus implicaciones para su propia vida; estima que la Singularidad ocurrirá alrededor de 2045.

## Historia
El singularitarianismo se asentó en una ideología coherente en el año 2000 cuando el investigador en inteligencia artificial (IA) Eliezer Yudkowsky escribió Los Principios singularitarianos, en el que afirmó que un singularitariano cree que la singularidad es un evento secular, no-místico, que es posible y beneficioso para el mundo y que es promovido por sus adherentes.
En junio de 2000 Yudkowsky, con el apoyo de los empresarios de Internet Brian Atkins y Sabine Atkins, fundó el Instituto de Investigación en Inteligencia de Máquinas (MIRI) para trabajar hacia la creación Inteligencia Artificial amigable y auto-mejorable. Los escritos de MIRI abogan por la idea de que una IA con la capacidad de mejorar su propio diseño (Semilla IA) conduciría rápidamente a la superinteligencia. Estos singularitarianos creen que llegar a la singularidad de manera rápida y segura es la mejor manera de minimizar el riesgo existencial global.
Muchas personas creen que una singularidad tecnológica es posible sin adoptar el singularitarianismo como filosofía moral. Aunque las cifras exactas son difíciles de cuantificar, el singularitarianismo es un movimiento pequeño, que incluye al filósofo transhumanista Nick Bostrom. El inventor y futurista Ray Kurzweil, quien predice que la Singularidad ocurrirá alrededor del año 2045, contribuyó en gran medida a popularizar el singularitarianismo con su libro de 2005 La singularidad está cerca. Cuando los humanos trascienden la biología

Entonces, ¿Qué es la Singularidad? Es un período futuro durante el cual el ritmo del cambio tecnológico será tan rápido, y su impacto tan profundo, que la vida humana se transforma irreversiblemente. Aunque ni utópica ni distópica, esta época va a transformar los conceptos de los que dependemos para dar sentido a nuestras vidas, desde nuestros modelos de negocio hasta el ciclo de la vida humana, incluyendo la muerte misma. La comprensión de la Singularidad alterará nuestra perspectiva sobre la importancia de nuestro pasado y las consecuencias para nuestro futuro. Para entenderlo verdaderamente: cambia inherentemente la propia visión de la vida en general y la vida de uno en particular. Me considero alguien que entiende la Singularidad y que ha reflexionado sobre sus implicaciones para su propia vida como un 'singularitariano.

Con el apoyo de la NASA, Google y una amplia gama de los analistas de tecnología y tecnocapitalistas, la Singularity University abrió en junio de 2009 en el Parque de Investigación de la NASA en Silicon Valley, con el objetivo de preparar a la próxima generación de líderes para hacer frente a los desafíos de la aceleración del cambio.
En julio de 2009, muchos singularitarianos prominentes participaron en una conferencia organizada por la Asociación para el Avance de la Inteligencia Artificial (AAAI) para discutir el impacto potencial de los robots y computadoras, y el impacto hipotético de que podían llegar a ser autosuficientes y capaces de tomar sus propias decisiones. Hablaron de la posibilidad y el grado en que las computadoras y robots podrían ser capaces de adquirir cualquier nivel de autonomía, y en qué medida podrían utilizar esas capacidades para plantear posiblemente cualquier amenaza o peligro (por ejemplo, una revuelta cibernética). Señalaron que algunas máquinas han adquirido diversas formas de semi-autonomía, incluyendo la posibilidad de encontrar fuentes de energía por su cuenta y poder elegir de forma independiente los objetivos a atacar con armas. Advirtieron que algunos virus informáticos pueden evadir la eliminación y han logrado la inteligencia de cucaracha Afirmaron que la autoconciencia como se muestra en la ciencia ficción es poco probable, pero que no había otros peligros y riesgos potenciales. Algunos expertos y académicos han cuestionado el uso de robots para el combate militar, sobre todo cuando estos robots se les da un cierto grado de funciones autónomas. El Presidente de la AAAI ha encargado un estudio para examinar esta cuestión.

## Recepción
Algunos críticos, como periodista científico John Horgan, comparan el singularitarianismo a la religión:

Seamos sinceros, la singularidad es una visión religiosa en lugar de una visión científica.  El escritor de ciencia ficción Ken MacLeod la ha apodado el rapto de los nerds, una alusión a la de los últimos tiempos, cuando Jesús levanta los fieles al cielo y deja los pecadores atrás. Tal anhelo de trascendencia, ya sea espiritual o tecnológico, es muy comprensible. Tanto como individuos y como especie, nos enfrentamos a problemas mortalmente graves, como el terrorismo, la proliferación nuclear, la superpoblación, la pobreza, el hambre, la degradación ambiental, el cambio climático, el agotamiento de los recursos, y el SIDA. Los ingenieros y los científicos deberían estar ayudando a afrontar los problemas del mundo y encontrar soluciones a los mismos, en lugar de caer en fantasías escapistas, pseudocientíficas como la singularidad.

Kurzweil rechaza esta categorización, afirmando que sus predicciones sobre la singularidad son impulsados por los datos que aumentan exponencialmente en la tecnología informática.
Traducción de runnerfrog (versión: https://en.wikipedia.org/wiki/Singularitarianism)